# Ревиста Пиндул
„Ревиста Пиндул“ (на румънски: Revista Pindul, Списание Пинд) е месечно списание, издавано в Букурещ от 15 ноември 1898 до септември 1899 година на арумънски език („tu limba armânească”).
Списанието е печатано в Tipografia Corpului didactic, а по-късно в Tipografia Helliade. Издавано е от редакционен комитет без споменаване на конкретни имена. Има девиз „Арумънино, събуди се“ („Armâne, dişteaptă-te“). Списанието е предимно литературно, като повечето текстове (поезия, проза, статии) са на Нуши Тулиу. В списанието пишат и Константин Космеску, Йота Наум, Василе Диаманди и Петру Вулкан, Георге Зука и Теодор Капидан.